# Fred Flannery
Frederick J. "Fred" Flannery (ur. 30 marca 1924, zm. 8 października 2012) – australijski i kanadyjski zapaśnik walczący w stylu wolnym. Olimpijczyk z Melbourne 1956, gdzie zajął dziesiąte miejsce w kategorii do 52 kg.
Srebrny medalista igrzysk Imperium Brytyjskiego i Wspólnoty Brytyjskiej w 1954 i brązowy w 1958 roku.
W czasie II wojny światowej służył w armii australijskiej.

## Letnie Igrzyska Olimpijskie 1956
| Konkurencja      | Rundy eliminacyjne  | Rundy eliminacyjne | Klas. końcowa |
| Konkurencja      | Przeciwnik I        | Przeciwnik II      | Miejsce       |
| ---------------- | ------------------- | ------------------ | ------------- |
| 52 kg styl wolny | André Zoete (FRA) P | Abdul Aziz (PAK) P | 10.           |